# Aloys Cherpillod
Aloys Cherpillod, né en 1879 et mort en 1950, est un avocat vaudois.

## Biographie
Aloys Cherpillod fait ses études de droit à l'Université de Lausanne. Il passe en 1909 son brevet d'avocat. Exerçant à Moudon, il est élu au Conseil communal, devient municipal et syndic de 1926 à 1933. 
Passionné d'histoire, Aloys Cherpillod préside l'Association du Vieux-Moudon et prend en charge le musée local jusqu'en 1934. Membre de la société vaudoise d'histoire et d'archéologie, il la préside entre 1939 et 1941. 
À son décès, Aloys Cherpillod lègue sa fortune à l'Association vaudoise des petites familles à charge de créer un "nid" pour les orphelins dans la vallée de la Broye. Membre de la société d'étudiants Helvetia, il offre sa bibliothèque, plus de 2 000 ouvrages, livres, brochures, et autres documents d'histoire vaudoise et suisse à la Bibliothèque cantonale et universitaire de Lausanne.

## Sources
- « Aloys Cherpillod », sur la base de données des personnalités vaudoises sur la plateforme « Patrinum » de la Bibliothèque cantonale et universitaire de Lausanne.
- Dossier ATS/ACV
- Sylvain Muller, 24 Heures, 2005/05/13
- Fondation Cherpillod - HISTORIQUE
- BCU Lausanne - Accueil - Fichier général des grands fonds